# Fury Eyes
Fury Eyes è un singolo del duo inglese voce-batteria The Creatures, pubblicato il 19 febbraio 1990 come secondo e ultimo estratto dall'album Boomerang.

## Il disco
La canzone è stata co-prodotta da Mike Hedges. È stato remixato da Pascal Gabriel per la pubblicazione come singolo dell'album Boomerang acclamato dalla critica.
Il brano è stato ispirato dal romanzo di Philip Ridley Gli occhi di Mr. Fury del 1989.
Il singolo è stato distribuito precedentemente al primo tour europeo del duo.
La copertina e l'opera grafica sono state create da Anton Corbijn e Area. Le sessioni fotografiche sono state effettuate in Andalusia, Spagna nel maggio 1989.

## Tracce
Testi di Sioux, musiche dei Creatures.

### 7"
Lato A
1. Fury Eyes (Remix)

Lato B
1. Abstinence

### 12"
Lato A
1. Fury Eyes (20/20 Mix)

Lato B
1. Fury Eyes (Dub Mix 2)
2. Fury Eyes (Remix)

### CD
1. Fury Eyes (Remix) - 3:05
2. Abstinence (Long) - 6:03
3. Fury Eyes (Fever Mix) - 2:57
4. Fury Eyes (20/20 Mix) - 5:32

### Musicassetta
Lato 1
1. Fury Eyes (Remix)
2. Abstinence (Short)

Lato 2
1. Fury Eyes (Remix)
2. Abstinence (Short)

## Formazione
- Siouxsie Sioux - voce, strumenti
- Budgie - strumenti

### Altri musicisti
- Peter Thoms - trombone
- Gary Barnacle - sassofono
- Pascal Gabriel - missaggio